# Sebastián Rodriguez Cermeño
Sebastião Rodrigues Soromenho, Sebastián Rodríguez Cermeño en español (ca. 1560-1602), fue un navegante y explorador de origen portugués, nacido en Sesimbra, al servicio de la Corona española que fue elegido para capitanear un viaje de reconocimiento del galeón de Manila a lo largo de las costas de California, en los años 1595 y 1596, con el fin de establecer las mejores rutas marítimas para cruzar el océano Pacífico. Exploró la zona próxima a la bahía de San Francisco, que no advirtió, pero la misión finalmente se malogró al naufragar su barco, aunque casi toda la tripulación logró salvarse y regresar a México.

## Biografía
Poco se sabe de Cermeño, aunque probablemente se trate de la misma persona que el Sebastián Rodrigues que iba como piloto del Santa Ana, el galeón de Manila que fue capturado por Thomas Cavendish en 1587.
Felipe II de España había ocupado las islas Filipinas en 1565 con el fin de participar en el lucrativo comercio con China y las islas de las Especias. Los galeones españoles que navegaban entre Manila y el puerto de Acapulco, en la Nueva España (hoy México), llevaban valiosos cargamentos que fueron presa codiciada de corsarios y piratas extranjeros. Además, ese largo viaje sin escalas era difícil tanto para los barcos como las tripulaciones. El joven Luis de Velasco y Castilla, virrey desde 1590, decidió que California debía de ser explorada en un esfuerzo por encontrar un puerto seguro donde los galeones pudieran refugiarse y reacondicionarse y donde las tripulaciones se repusieran antes de continuar la travesía hacia Acapulco. En 1595, basándose en su destreza profesional como navegante, Cermeño el capitán del San Agustín, un galeón que con 130 toneladas de carga, desplazaba aproximadamente unas 200 toneladas, recibió la orden expresa de explorar la costa de California en su viaje de regreso a Acapulco.

### Fatídico viaje
El 5 de julio de 1595, el San Agustín zarpó de Manila con su carga, algunos pasajeros y pocos soldados, teniendo como objetivo alcanzar el cabo Mendocino, que parece haber sido conocido por la expedición de 1584 dirigida por Francisco Gali. El 4 de noviembre de ese mismo año el barco avistó tierra americana en algún lugar entre la Point St. George y Trinidad Head, en California. Cermeño siguió luego la costa en dirección sur buscando un puerto seguro en que aventurarse con garantías, llegando a la actual bahía Drakes, donde ancló el 6 de noviembre. (Este lugar, según algunas teorías, es el mismo New Albion en el que habría desembarcado el inglés Francis Drake dieciséis años antes). Tras tomar formalmente posesión de la tierra y bautizarla como bahía de San Francisco (lo que originará no pocas confusiones a finales del siglo XVIII con la actual bahía descubierta por otro español, Gaspar de Portolá), la expedición fue recibida por los nativos americanos, que no demostraron ningún temor ni reserva (contrariamente a los mostrados en el desembarco de Drake, haya sido o no en el mismo lugar).
A finales de noviembre, el San Agustín estaba anclado cuando una gran tormenta sopló del sur o suroeste. El barco arrastró el ancla y tras golpear con las rocas naufragó. Varias tripulantes se ahogaron (los relatos varían entre siete y doce), aunque la mayoría logró alcanzar la orilla. Se perdieron todas las mercancías (que consistían fundamentalmente en seda, cera y porcelana).
La expedición logró construir una embarcación con los restos del galeón. Cerca de 80 personas se embarcaron de nuevo el 8 de diciembre en ella, ahora llamada San Buenaventura. La búsqueda de la ruta más rápida en dirección sur hizo que la expedición no se percatase de la existencia de la bahía de San Francisco. Cruzaron la bahía de Monterey (que el llamó bahía de San Pedro) y cerca de Point Concepción encontraron indios que conocían las palabras «México» y «cristiano», probablemente por el viaje de Pedro de Unamuno con el galeón de Manila de 1587. La comida era muy escasa, pero a pesar de la fuerte presión de su tripulación, Cermeño insistió en reconocer la costa. En la isla San Martín, frente a la costa de la Baja California, fueron salvados al encontrar un pez varado lo suficientemente grande como para alimentarlos ocho días. Por fin llegaron al puerto de Chacala, México, el 17 de enero de 1596.
Cermeño había hecho todo lo posible, pero el naufragio del San Agustín le privó de cualquier recompensa. Como llevaba (legalmente) mercancías privadas, las investigaciones que siguieron a su pérdida concluyeron que había pasado delante de algunos entrantes de la costa prometedores, que no examinó de manera adecuada, a pesar de argumentar que se había visto obligado a hacerlo por el hambre. El nuevo virrey, Gaspar de Zúñiga Acevedo y Velasco, conde de Monterrey, estimó que no era razonable que más barcos comerciales de Manila reconociesen la costa y que debería de posponerse su exploración hasta montar una expedición especial a tal fin que partiese desde la Nueva España. La tarea le fue encomendada seis años más tarde al almirante Sebastián Vizcaíno que, al mando de tres navíos salió de Acapulco el 5 de mayo de 1602 regresando con éxito el 21 de febrero de 1603 tras haber explorado todo el litoral de California.